# Hurrikan Alice (Juni 1954)
Hurrikan Alice war ein Hurrikan, der im Juni 1954 den Norden von Mexiko und den Süden von Texas traf und dessen Auswirkungen mindestens 55 Personen tötete. An Hurrikan Alice wird meist in Verbindung mit den schlimmsten Überschwemmungen gedacht, die es seit Beginn der Aufzeichnungen am Rio Grande gegeben hat, wodurch Brücken und Deiche zerstört und zahlreiche Städte an den Ufern des Flusses zerstört wurden. Der Hurrikan war einer von zwei Stürmen, die in diesem Jahr den Namen Alice erhielten. Nach den Kriterien der später entwickelten Saffir-Simpson-Hurrikan-Windskala handelte es sich bei Hurrikan Alice um einen Kategorie-1-Hurrikan.

## Sturmverlauf

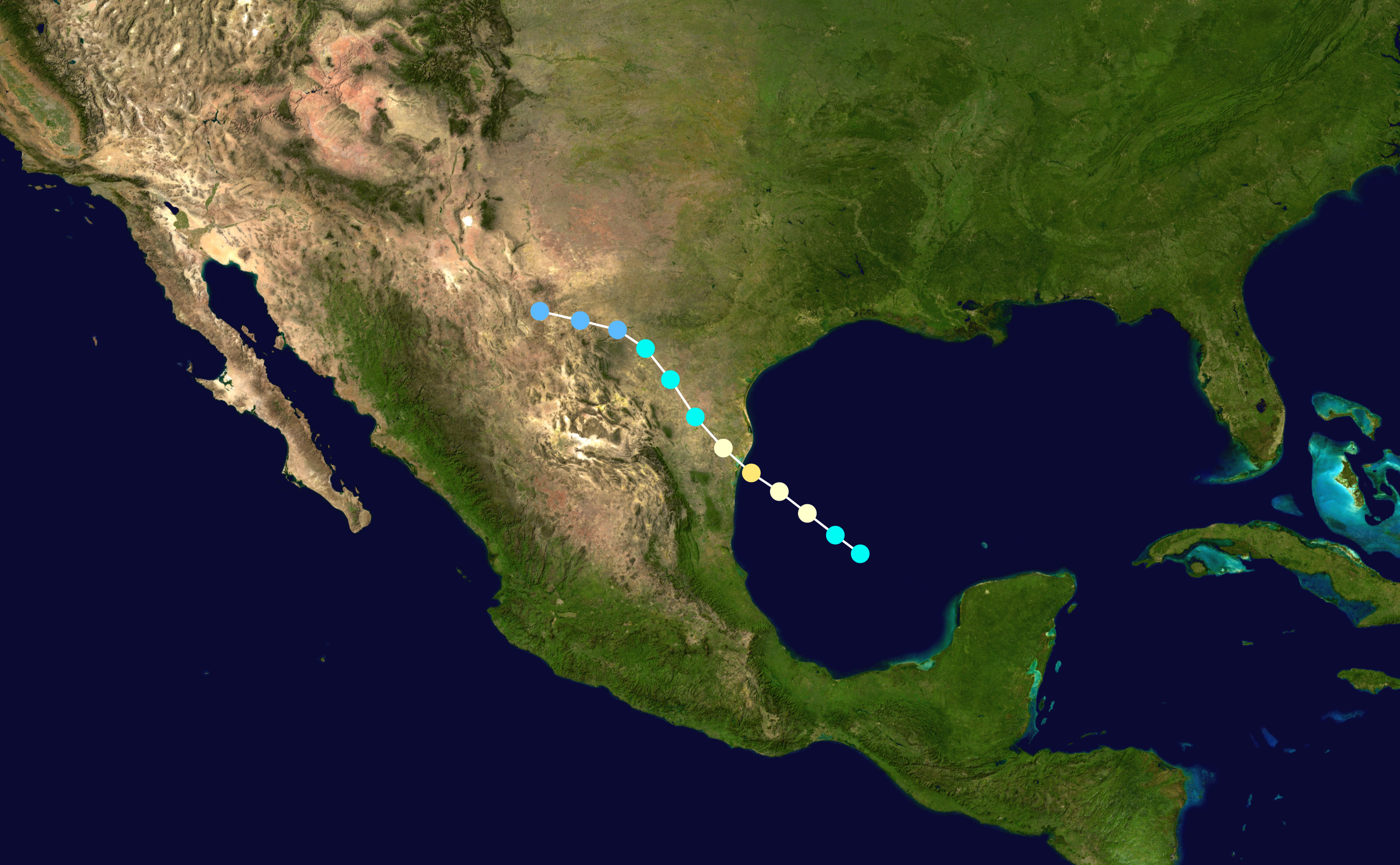
Zugbahn des Hurrikans

Alice entstand vermutlich als tropischer Sturm am 24. Juni in der Bahía de Campeche, etwa auf halbem Weg zwischen der Yucatán-Halbinsel und der Küste des mexikanischen Bundesstaates Tamaulipas. Der Sturm zog nach Nordwesten. Im westlichen Golf von Mexiko gewann der Sturm rasch an Kraft und intensivierte sich am 25. Juni zu einem Hurrikan. Der Hurrikan näherte sich der Küstenlinie an der Mündung des Rio Grande an der Grenze zwischen den Vereinigten Staaten und Mexiko und gelangte schließlich direkt südlich der Grenze im mexikanischen Bundesstaat Tamaulipas über Land. Alice folgte im Landesinnern in etwa dem Rio Grande und sich abschwächend zog der Sturm spät am 25. Juni über Laredo, Texas hinweg und löste sich früh am 26. Juni über Südtexas auf.

## Auswirkungen

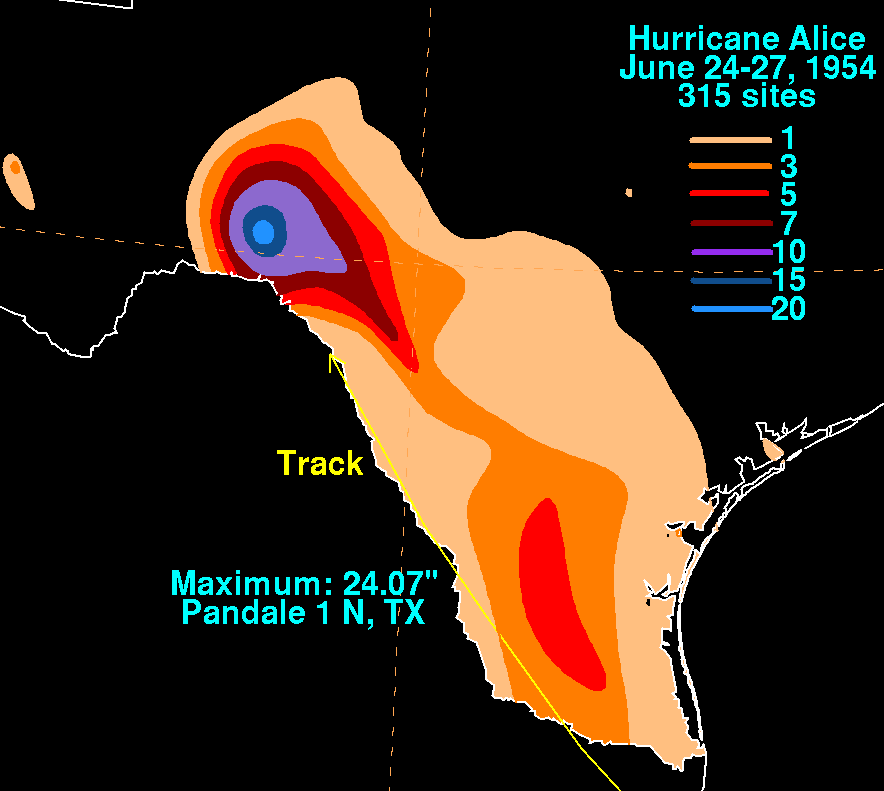
Kumulierte Niederschlagsmengen durch Hurrikan Alice in den Vereinigten Staaten

Bevor Alice die Küste erreichte, wurden etwa 50 Pfadfinderinnen nach Brownsville evakuiert. Auch die Bewohner von Padre Island wurden in Sicherheit gebracht, doch allgemein waren die Bewohner in der Zugbahn des Sturmes unvorbereitet, weil dieser sich plötzlich gebildet hatte. Das Weather Bureau gab für die Region Brownsville Warnungen vor einem Nordweststurm aus und empfahl, dass kleinere Wasserfahrzeuge im Hafen bleiben sollten. Die Schäden entlang der Küste in der Umgebung des Landfalls waren relativ gering. Die Windgeschwindigkeiten erreichten in Brownsville 100 km/h, und herumfliegende Trümmer verletzten eine Person. Auf der anderen Seite der Grenze zwischen den Vereinigten Staaten und Mexiko in Matamoros, Tamaulipas wurde geringer Schaden gemeldet, und eine Person wurde durch eine heruntergerissene Stromleitung getötet. Ein paar Fischerboote für Shrimps wurden durch den starken Wind auf Land geworfen. Obwohl es später zu einer wesentlichen Überschwemmung weiter im Landesinneren kam, verhinderte ein Damm entlang des Rio Grande umfangreiche Überflutungen in der Region Brownsville.
Der Großteil des durch Alice verursachten Schadens entstand durch andauernden Starkregen im Hinterland von Texas, Tamaulipas und Coahuila; dies wurde begünstigt durch die zuvor in der Gegend herrschende Dürre, die den Boden für Bodenerosion anfällig gemacht hatte. Die Schätzungen über die gefallene Niederschlagsmenge innerhalb von 12 Stunden reichen von 560 mm bis zu 1300 mm, und allgemein wird von einer Regenmenge von 890 mm innerhalb von 24 Stunden ausgegangen, was nahe an den Rekord eines unbenannten Hurrikan in Texas aus dem Jahr 1921 heranreicht. Ein Bericht aus dem Jahr 2010 enthält jedoch den Hinweis, dass die maximale Regenmenge mit 611 mm bei Pandale gemessen wurde, wovon 407 mm innerhalb von 24 Stunden gefallen sind.
Die stärksten Regenfälle durch den Sturm traten in einem kleinen Gebiet in der Nähe des Pecos River auf. Eine Messstelle entlang des Johnson Draw meldete 270 mm Niederschlag, nachdem zuvor drei Jahre lang fast gar kein Regen gefallen war. Mancherorts im westlichen Texas regnete es mehr, als sonst im Jahresdurchschnitt. Dies trug zu einem starken Hochwasser am Pecos River bei, der in Pandale einen Wasserstand von 16,8 m erreichte. Durch die Flut wurde eine Gruppe von Fischern in Sheffield und an einer Stelle etwa 15 km nördlich von Pandale mitgerissen, wodurch vier Personen umkamen. Weiter flussabwärts erreichte der Fluss mit 29,35 m seinen höchsten Stand, spülte eine Straße und drei Eisenbahnbrücken weg. Durch die Unterbrechung der Bahnstrecken konnte der Sunset Limited seine Fahrt nicht fortsetzen, und die Passagiere brachten sich nach Langtry in Sicherheit. Ein Zug der Southern Pacific Company wurde ebenfalls vom Hochwasser eingeschlossen, und dessen Passagiere mussten durch Hubschrauber gerettet werden. Die dem höchsten Wasserstand entsprechende Abflussmenge wurde auf 26.800 m³/s geschätzt, und die International Boundary and Water Commission bezeichnete diesen Wert als "vermutlich die größte [erreichte] Abflussmenge eines Einzugsgebietes dieser Größe in den Vereinigten Staaten". Die von Alice über dem südlichen Texas und dem nördlichen Mexiko abgeladenen starken Niederschläge verursachten im Hinterland Sturzfluten. Ozona, Texas war die am stärksten vom Hochwasser betroffene Stadt, und der Sachschaden wurde auf zwei Millionen US-Dollar (in Preisen von 1954; in heutigen Preisen rund 23,35 Millionen US-Dollar) geschätzt. 15 Menschen kamen in der Stadt um, als am frühen Morgen des 25. Juni eine bis zu neun Meter hohe „Mauer aus Wasser“ aus einem meist trockenen Wasserlauf durch den Großteil der Stadt schwappte. Rund ein Drittel der Bewohner Ozonas musste weggebracht werden, und ein großer Teil des Viehbestandes ertrank. Etwa 500 Familien in der Stadt wurden durch die Überschwemmung obdachlos. Militärhubschrauber wurden eingesetzt, um von den Wassermassen eingeschlossene Menschen zu retten. Mindestens sieben Städte waren von dem durch den Hurrikan ausgelösten Hochwasser auf beiden Seiten der Grenze betroffen, einschließlich Lamesa und Laredo, die durch Sturzfluten schwer in Mitleidenschaft gezogen wurden.
Der Rio Grande stieg in der Nähe der Städte Eagle Pass, Texas und Piedras Negras, Coahuila stark an. Während Eagle Pass evakuiert wurde, geschah dies in Piedras Negras nicht. Beide Städt wurden vollständig überflutet, und der Deich, der eigentlich Piedras Negras hätte schützen sollen, wurde weggespült. Mindestens 38 oder 39 Personen wurden nach dem Kollaps des Deiches in Piedras Negras getötet. In Eagle Pass entstanden hohe Sachschäden, als das Gewerbeviertel über 2,5 m hoch überflutet wurde. Vor dem Einsetzen des Sturms gingen die Behörden von einem mäßigen Hochwasser aus, dessen Höhepunkt unterhalb des Hochwassers von 1948 liegen würde, doch der Fluss kulminierte in Laredo, Texas mit einem Wasserstand von 19 m mindestens drei Meter höher, als bei der vorherigen Rekordflut. Das Hochwasser führte dazu, dass die Kläranlagen versagten, so dass die Trinkwasserversorgung bis zum 1. Juli unterbrochen war. Die internationale Brücke, die Laredo und Nuevo Laredo verband, wurde weggespült. Obwohl die Stadt auf der mexikanischen Seite schwer in Mitleidenschaft gezogen wurde, kam es in diesen beiden Städten aufgrund rechtzeitiger Evakuierungen zu keinem Verlust an Menschenleben. Das Hochwasser entlang des Rio Grande war das höchste seit 1865, und die Jährlichkeit des Ereignisses wird mit 2000 Jahren angenommen. Etwa 12.000 Menschen mussten wegen des Hochwassers aus Ciudad Acuña flüchten, wo die Flut starke Schäden hinterließ.
Die Angaben über die Gesamtzahl der Toten schwanken von 55 bis 153. In Texas kamen zwischen 16 und 38 Menschen um. Die Angaben für Mexiko, wo die Aufzeichnungen aus jener Zeit weniger vollständig sind, variieren stärker. Mehrere der in Texas registrierten Opfer waren solche, die versuchten illegal in die Vereinigten Staaten zu gelangen, und deswegen wurden diese Opfer nicht gezählt. Gesamtangaben für den Sachschaden sind nicht vorhanden, allerdings ist bekannt, dass das von Alice ausgelöste Hochwasser wesentliche Ernteausfälle verursachte, vor allem bei der Baumwolle.

## Folgen
Das desaströse Hochwasser, das Hurrikan Alice entlang des Rio Grande ausgelöst hatte, beschleunigte das von den Vereinigten Staaten und Mexiko gemeinsam durchgeführte Amistad-Dammprojekt, einer Reihe von Staudämmen zum Hochwasserschutz, die solche Katastrophen in der Zukunft verhindern sollen. Das Projekt, das sich zuvor jahrzehntelang im Planungszustand befand, wurde schließlich 1960 in Angriff genommen.
Nach dem Ablaufen des Hochwassers verbliebene Resttümpel führten zu einem Anstieg des Vorkommens von Moskitos in Texas, was durch eine breitangelegte Versprühung von Larviziden durch Flugzeuge. Am 1. Juli wurde die Hochwassergebiete in Südtexas zu einem Katastrophengebiet erklärt. Die Bewohner von Laredo, Texas versorgten die Bewohner der in Mexiko liegenden Zwillingsstadt Nuevo Laredo mit Nahrungsmitteln und Trinkwasser. Durch die mexikanische Regierung wurden Notunterkünfte zur Verfügung gestellt, die US-Behörden lieferten auf texanischer Seite Impfstoffe gegen Typhus, Wasseraufbereitungstabletten und Insektizide in die Städte am Rio Grande. Die Versorgung mit sauberem Trinkwasser wurde in Laredo schließlich am 12. Juli wiederhergestellt, doch blieben Katastrophenhelfer bis zum 3. September mit der Beseitigung der Folgen betraut. U.S. Air Force, Navy und Army waren mit 21 Hubschraubern an den Nothilfemaßnahmen beteiligt. Zwischen Eagle Pass und Piedro Negro wurde am 10. Juli eine Behelfsbrücke für den Verkehr freigegeben.
Der Name Alice wurde nicht von der Liste der Namen tropischer Wirbelstürme gestrichen; er wurde im selben Jahr noch einmal verwendet und danach nochmals während der atlantischen Hurrikansaison 1973. Nach dem Wechsel der Namenslisten wurde der Name im atlantischen Becken nicht mehr genutzt.